# Architis colombo
Architis colombo is een spinnensoort in de taxonomische indeling van de kraamwebspinnen (Pisauridae).
Het dier behoort tot het geslacht Architis. De wetenschappelijke naam van de soort werd voor het eerst geldig gepubliceerd in 2007 door Santos.